# Sonate K. 321
La sonate K. 321 (F.269/L.258) en la majeur est une œuvre pour clavier du compositeur italien Domenico Scarlatti.

## Présentation
La sonate K. 321, en la majeur, notée Allegro, forme une paire avec la sonate précédente. On retrouve la cellule rythmique chère à Scarlatti :
Si la sonate K. 320 se concentrait sur les sixtes, celle-ci travaille sur des figures d'arpèges.

## Manuscrits
Le manuscrit principal est le numéro 26 du volume VI (Ms. 9777) de Venise (1753), copié pour Maria Barbara ; les autres sont Parme VIII 20 (Ms. A.G. 31413).

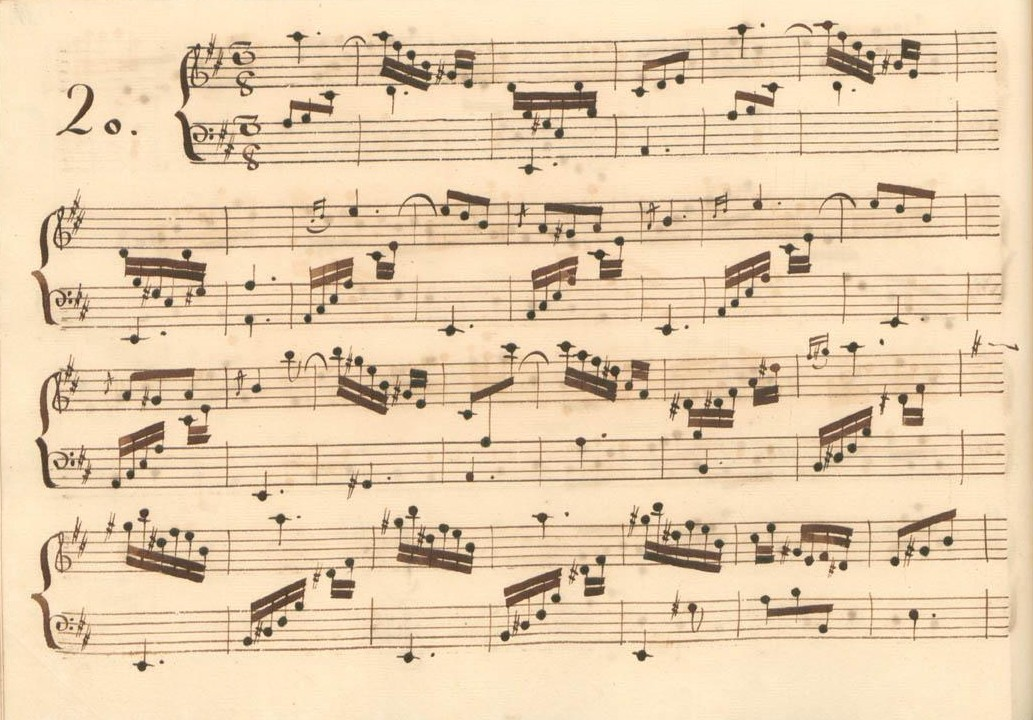
Parme VIII 20.
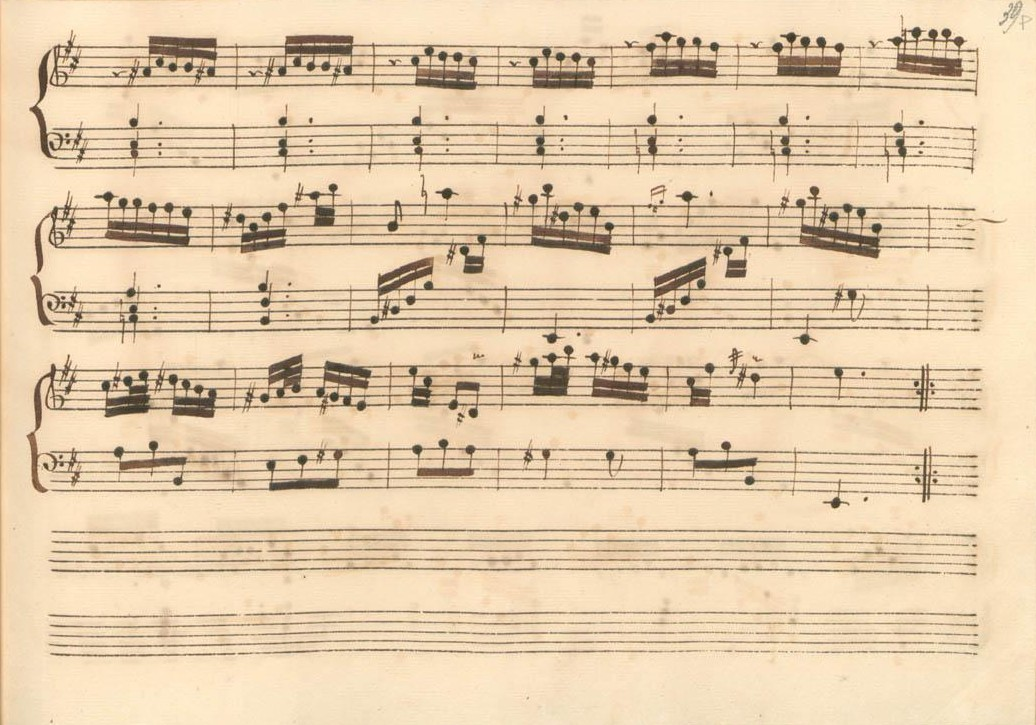
Parme VIII 20 (fin de la première section).
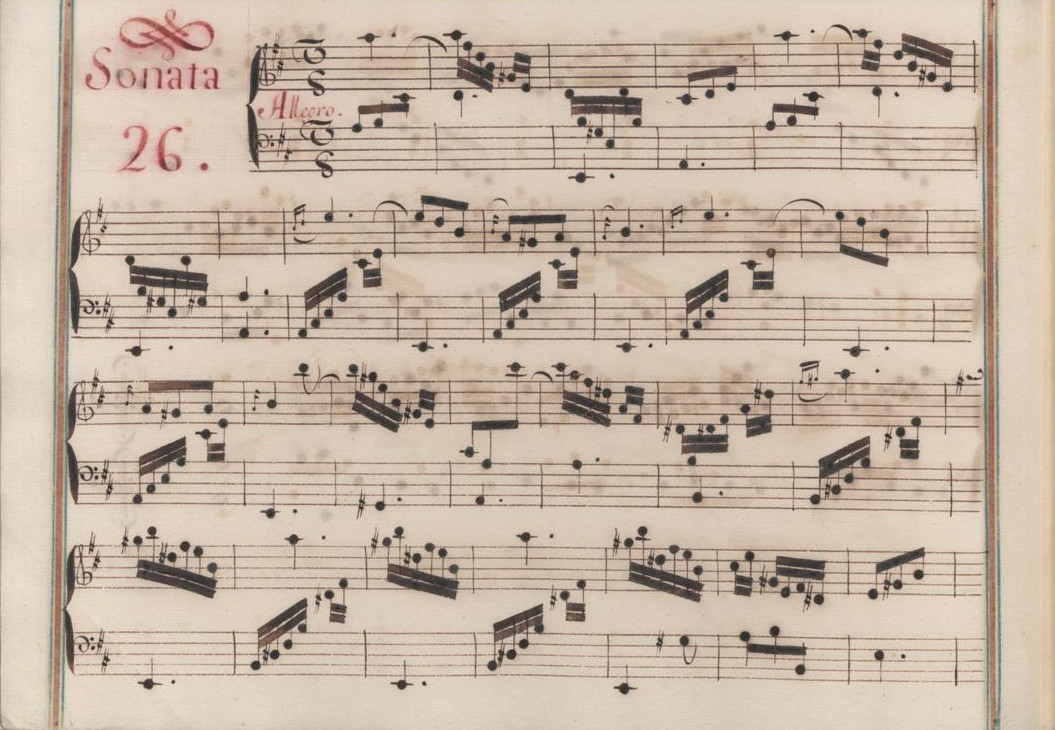
Venise VI 26.
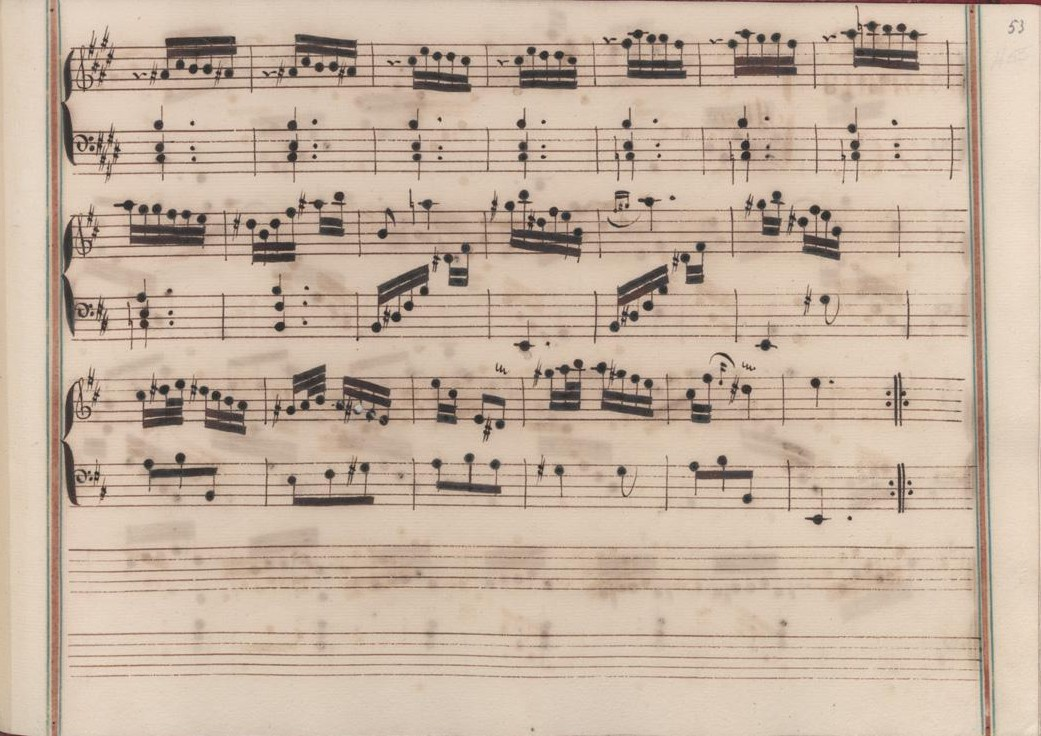
Venise VI 26 (fin de la première section).

## Interprètes
La sonate K. 321 est défendue au piano, notamment par Carlo Grante (2012, Music & Arts, vol. 3) et Eylam Keshet (2016, Naxos, vol. 22) ; au clavecin par Scott Ross (1985, Erato), Richard Lester (2003, Nimbus, vol. 3) et Pieter-Jan Belder (Brilliant Classics, vol. 8).

## Sources
: document utilisé comme source pour la rédaction de cet article.
- Ralph Kirkpatrick (trad. de l'anglais par Dennis Collins), Domenico Scarlatti, Paris, Lattès, coll. « Musique et Musiciens », 1982 (1re éd. 1953 (en)), 493 p. (ISBN 978-2-7096-0118-4, OCLC 954954205, BNF 34689181).
- Alain de Chambure, « Domenico Scarlatti : Intégrale des sonates — Scott Ross », Erato (2564-62092-2), 1985 (OCLC 891183737) .